# Morska trava
Morska trava je izraz koji se koristi za više oblika višestaničnih morskih algi. Crvene alge, zelene alge i smeđe alge obično se smatraju morskom travom. Alge dobiva svoju energiju od fotosinteze baš kao i biljke.
Dva specifična ekološka pravila važna su za pojavu morske trave. To su prisutnost morske vode (ili barem slane vode) i prisutnost dovoljno svjetla za fotosintezu. Često je potrebna i čvrsta vezna točka. Zbog toga se morske trave mogu naći u primorskoj zoni mora. Unutar te zone češće su na stjenovitoj obali nego na pijesku.
Drugi uobičajeni zahtjev je čvrsta vezna točka. Kao rezultat toga, alge najčešće nastanjuju zaljev priobalja i unutar te zone češće na stjenovitim obalama nego na pijesku ili šljunku. Morske trave zauzimaju širok spektar ekoloških niša, od površine morske vode do morskih dubina. Ograničavajući čimbenik u takvim slučajevima je dostupnost sunčeve svjetlosti. Morske trave koje žive najdublje oblikuju šume kelpa.
Brojne vrste prilagođene su planktonskoj niši i slobodno plivaju, ovisno o plinom ispunjenoj vrećici kako bi održale prihvatljivu dubinu. Druge su se prilagodile živjeti u plimnim bazenima. U ovoj niši mora se izdržati brzo mijenjanje temperature i slanosti, pa čak i povremeno sušenje.